# 修善寺ジャンクション
修善寺ジャンクション（しゅぜんじジャンクション）は、静岡県伊豆市日向に設置予定の伊豆縦貫自動車道（天城北道路）のジャンクション（以下、JCT）である。なお、函南IC（仮称）から本JCTまでの伊豆縦貫自動車道の未事業化区間（延長16 km）は調査中の予定路線であり、2020年時点でルート・構造は検討中、都市計画及び環境影響調査はいずれも未着手で、事業化の目途が立っていない。そのため、伊豆縦貫自動車道の概略図から本JCTは抹消されており、本JCT設置を考慮せずに事業が進められている。

## 接続する道路
いずれも予定である。
- E70 伊豆縦貫自動車道（天城北道路・本線）
- E70 伊豆縦貫自動車道（天城北道路・連絡路）

## 隣
E70 伊豆縦貫自動車道（天城北道路・本線）
予定路線 - 修善寺JCT（予定） - 月ケ瀬IC
E70 伊豆縦貫自動車道（天城北道路・連絡路）
大平IC（三島方面出入口） - 修善寺JCT（予定）